# Aslouka
L’aslouka est un plat traditionnel algérien originaire de la ville d'Annaba.

## Description
Il s'agit d'une sorte de ratatouille préparée pour l'hiver, à base d'oignons, d'aubergines, de fèves, de pois chiches, d'ail, de piment, de coriandre fraîche et de tomates.